# Danse macabre (Saint-Saëns)
Pour les articles homonymes, voir Danse macabre (homonymie).
La Danse macabre, opus 40, est un poème symphonique en sol mineur composé en 1874 par Camille Saint-Saëns d'après le poème d'Henri Cazalis Égalité-Fraternité, tiré des Heures sombres, quatrième partie de son recueil L'Illusion paru en 1875. Elle est jouée pour la première fois à Paris le 24 janvier 1875, sous la direction d'Édouard Colonne. Contrairement à la légende, la Danse macabre n'a été ni chahutée ni sifflée à la première de Colonne, ni à la seconde audition, le 7 février 1875. Colonne dut même la bisser. En revanche, elle le fut chez Pasdeloup, lorsque ce dernier la présenta le 24 octobre de la même année. C'est aujourd'hui un morceau célèbre.

## Histoire
Cette danse macabre est une version pour orchestre d'une mélodie écrite par Saint-Saëns en 1872 et publiée en 1873, dédiée à Gustave Jacquet.
La première audition en 1875 surprit par l'emploi du xylophone, inutilisé à l'époque dans un orchestre symphonique.
Saint-Saëns lui-même cite le thème principal dans son Carnaval des animaux - no 12 « Fossiles », avec l'indication « Allegro ridicolo ». Il en a aussi écrit un arrangement pour deux pianos.
Franz Liszt, ami du compositeur, en a effectué une réduction pour piano seul, qui a été ensuite réarrangé par Vladimir Horowitz.
De très nombreuses autres transcriptions de cette œuvre populaire ont été réalisées pour différentes formations.

## Scénario
Minuit sonne. Satan va conduire le bal. La Mort paraît, accorde son violon, et la ronde commence, presque furtivement au début, s'anime, semble s'apaiser et repart avec une rage accrue qui ne cessera qu'au chant du coq. Le sabbat se dissout avec le lever du jour.

## Analyse
Tout comme dans son Carnaval des animaux, tous les instruments utilisés viennent jouer un rôle, ce sont de véritables acteurs. La harpe sonne les douze coups de minuit, les pizzicati des violoncelles représentent la Mort qui frappe du talon pour réveiller les défunts, avant « d'accorder » son violon solo sur le Diabolus in musica (nom donné, d'après le système de Guido d'Arezzo, à la quinte diminuée ou « triton », ici : la-mi bémol) et de lancer la danse sur un tempo de valse. Le xylophone représente le son des os des squelettes qui dansent et s'entrechoquent durant la nuit. Les violons marquent la cadence sur des quintes criardes et rappellent le vent d'hiver et la quinte diminuée du début (la-mi bémol) pourrait aussi suggérer la sécheresse et l'aigreur de la saison.
Trois thèmes sont développés : l'un rythmique, exposé par la flûte ; le second mélodique, énoncé par le violon solo ; enfin, la citation du motif mélodique du premier vers de la Séquence liturgique Dies iræ, mais il s'agit ici d'un Dies iræ transposé en mode majeur sautillant qui sonne bizarrement à la trompette, appuyée par les cymbales ; les esprits infernaux semblent ridiculiser cette phrase solennelle de la liturgie des morts. Ces trois motifs sont valsés. Le thème A se développe sous la forme de variations, le thème B est traité en fugue et, à un certain moment, les deux se superposent. On soulignera aussi le déchaînement de l'orchestre, à grand renfort de clameurs dues aux cuivres, exprimant le frénétique, forcené, de ce monde souterrain. Et, quand le hautbois fait entendre le cocorico, les morts se dispersent.

## Poème d'Henri Cazalis
Le poème entier d'Henri Cazalis (alias Jean Lahor) est utilisé pour le chant. Le livret, accompagnant la première représentation et publié en exergue de la partition, ne comportait que les parties en gras :
Zig et zig et zig, la mort en cadence

Frappant une tombe avec son talon,

La mort à minuit joue un air de danse,

Zig et zig et zag, sur son violon.

Le vent d'hiver souffle, et la nuit est sombre,

Des gémissements sortent des tilleuls ;

Les squelettes blancs vont à travers l'ombre

Courant et sautant sous leurs grands linceuls,

Zig et zig et zig, chacun se trémousse,

On entend claquer les os des danseurs,

Un couple lascif s'assoit sur la mousse

Comme pour goûter d'anciennes douceurs.

Zig et zig et zag, la mort continue

De racler sans fin son aigre instrument.

Un voile est tombé ! La danseuse est nue !

Son danseur la serre amoureusement.

La dame est, dit-on, marquise ou baronne.

Et le vert galant un pauvre charron —

Horreur ! Et voilà qu'elle s'abandonne

Comme si le rustre était un baron !

Zig et zig et zig, quelle sarabande !

Quels cercles de morts se donnant la main !

Zig et zig et zag, on voit dans la bande

Le roi gambader auprès du vilain!

Mais psit ! Tout à coup on quitte la ronde,

On se pousse, on fuit, le coq a chanté

Oh ! La belle nuit pour le pauvre monde !

Et vivent la mort et l'égalité !
'

## Programme de la première
Le 24 janvier 1875, le programme du concert de la première exécution sous la direction d'Édouard Colonne comprenait  :
1. Symphonie en si bémol de Joseph Haydn ;
2. Ballet de l'opéra Le Dernier Jour de Pompéi de Victorin de Joncières (Pas de la séduction, fanfare, danse arabe) ;
3. Cortège des funérailles du Saül de Georg Friedrich Haendel ;
4. Danse macabre, 1re audition de Camille Saint-Saëns : le solo de violon par M. C. Lelong ;
5. Fragments symphoniques de la tragédie Le Comte d'Egmont de Beethoven.

## Postérité

### Critiques
La Danse macabre de Saint-Saëns n'est pas toujours appréciée. Nicolas Slonimsky cite la critique suivante du London Daily News (3 juin 1879) dans son Lexicon of Musical Invective (Lexique d'invectives musicales), anthologie de critiques négatives appliquées à des œuvres de musique classique reconnues par la suite comme des chefs-d'œuvre : 
« Among the special instruments in the score was the xylophone, the effect of which inevitably suggested (as doubtless intended) the clattering of the bones of skeletons. Another, and scarcely less hideous device, was the tuning of the first string of the solo violin half a note lower than usual, and the reiteration of the imperfect fifth many times in succession. The piece is one of many signs of the intense and coarse realism that is entering into much of the musical composition (so-called) of the day. »
« Parmi les instruments spéciaux, on trouve le xylophone dont la sonorité évoque inévitablement (et délibérément, sans doute) l'entrechoquement des os des squelettes. Un autre effet, à peine moins hideux, était l'accord de la première corde du violon soliste un demi-ton plus bas que d'ordinaire, et la répétition de cette quinte diminuée plusieurs fois de suite. La pièce montre les signes d'un intense et grossier réalisme qui entre aujourd'hui dans la composition musicale (ou prétendue telle). »

### Utilisation dans d'autres domaines
Elle a été utilisée comme générique de la série britannique de la BBC One Jonathan Creek, dans la série américaine Grimm, saison 1, épisode 5 : « Le Joueur de violon », ou encore dans le film d'animation Shrek le troisième. La série Buffy contre les vampires s'est aussi servie de cette musique pour une scène du 10e épisode « Un silence de mort » (Hush) de la 4e saison, tout comme la série Numb3rs, dans l'épisode 5 de la saison 6 « Le Clone » (Hydra), dans lequel elle est jouée lors de l'introduction.
Le deuxième épisode de la deuxième saison de la série télévisée d'animation Mickey Mania sortie en 1999 aux États-Unis, mettant en scène Mickey Mouse et Minnie Mouse intitulé Hansel & Gretel en référence au conte des frères Grimm, sous-titre La Maison en Sucre, reprend la Danse macabre de Saint-Saëns dans une version revisitée d'environ 7 minutes et réalisée par Tony Craig et Roberts Gannaway.
Le groupe suédois de Black Metal Marduk se serait également inspiré du poème (ainsi donc de l'œuvre musicale de Saint-Saëns) pour l'un de leurs albums, La Grande Danse macabre.
Francis Blanche en a écrit une adaptation humoristique, la Danse Macchab', interprétée par Les Quatre Barbus, puis Entre 2 Caisses.
Dans le livre d'artiste de Serge Chamchinov, La Danse macabre, est créée dans la collection Fête des fous. Il s'agit d'une œuvre graphique originale à sept variantes différenciées, dont l’artiste interprète la mélodie de Camille Saint-Saëns, le poème d’Henri Cazalis, Égalité-Fraternité 1872, et le thème de la danse de la Farandole. La variante conservée au département du patrimoine à la bibliothèque Louis-Nucéra, à Nice, comporte trois cahiers dans un portfolio avec 21 pages au format du 31 x 43 cm : Partition, Paroles, Farandole.
En octobre 2024, le groupe néerlandais Epica publie une version metal symphonique du morceau, The Ghost In Me (Danse Macabre), en collaboration avec Efteling, parc d'attraction néerlandais à thème de contes et légendes, qui utilisait le morceau pour une ancienne attraction hantée, Spookslot, et cette nouvelle version pour leur attraction Danse macabre.

#### Cinéma
La Danse macabre a été utilisée dans de nombreux films d'horreur ou de mystère, notamment dans :
- 1939 : dans le film français La Règle du jeu de Jean Renoir, la Danse macabre est jouée par un piano mécanique.
- 1939 : dans le film d'animation américain Spook Sport de Mary Ellen Bute, la Danse macabre est utilisée comme bande originale.
- 1994 : dans le film américain Tombstone de George Pan Cosmatos. Scène de la pièce de théâtre dans le saloon.
- 2004 : dans le film franco-américain Un long dimanche de fiançailles de Jean-Pierre Jeunet, la Danse macabre est jouée lorsque Mathilde écrit sa correspondance en attendant les réponses apportées par le facteur.
- 2007 : dans le film américain Shrek le troisième de Chris Miller et Raman Hui, la Danse macabre est jouée durant la scène de théâtre finale avec Charmant.
- 2011 : dans le film américain Hugo Cabret de Martin Scorsese, la Danse macabre est jouée presque entièrement et en accéléré lorsqu'Isabelle découvre le cinéma grâce à Hugo.
- 2014 : dans le film américain Hysteria de Brad Anderson (2014), un extrait de la Danse macabre est utilisé.
- 2017 : dans le film américain Song to Song de Terrence Malick, un extrait de la Danse macabre est utilisé.
- 2019 : dans le film français Rebelles d'Allan Mauduit (2019), la Danse macabre est jouée pendant le générique.
- 2022 : dans le film franco-belge Le Tigre et le Président de Jean-Marc Peyrefitte, la Danse macabre est jouée dans la bande-annonce, puis rejouée dans le film pour illustrer les différents voyages du président Paul Deschanel, la musique se concluant sur la scène des gueules cassées. Un an seulement sépare la date de décès entre Camille Saint-Saëns (1921) et Paul Deschanel (1922).

#### Télévision
● 2000 : dans la série télévisée Buffy contre les vampires, la Danse macabre est jouée pendant la présentation de Giles a propos des Gentlemen
- 2020 : dans la série télévisée Ratched, la Danse macabre est jouée pendant le générique.

#### Bande dessinée
- Dans Les Helvétiques, aventure de Corto Maltese écrite et dessinée par Hugo Pratt, le marin croise la route de squelettes musiciens qui lui proposent de danser. Il récite alors des extraits du poème Égalité-Fraternité.

#### Jeux vidéo
Dans l'univers des jeux vidéo, la Danse macabre a été utilisée dans :
- le jeu d'aventure Alone in the Dark. Le personnage principal doit traverser une salle où des démons dansent sur la danse macabre.
- le jeu d'aventure Sherlock Holmes contre Arsène Lupin, développé en 2007 par Frogwares, utilise dans sa bande son plusieurs morceaux de musique classique et romantique. La Danse macabre est entendue lorsque le détective chemine à travers les souterrains du Palais de Buckingham, au début. On l'entend de nouveau brièvement dans la Tour de Londres, quand le cambrioleur Arsène Lupin est découvert.
- le jeu de plateforme The End Is Nigh, développé par Edmund Mcmillen et Tyler Glaiel reprend de nombreuses compositions classiques pour sa bande-son (composée par Ridiculon[9]) dont notamment la Danse Macabre reprise sous le nom The End.

#### Jeux de rôle
- La Danse macabre sert de point de départ à un scénario[10] écrit pour le jeu de rôle français Maléfices[11].

#### Web-série
- 2020 : Elle est utilisée dans la deuxième saison de la web-série Parlez-moi de Vous, dans l’épisode 11 : La Mort, dans une adaptation de Leilani Meylan[12].

## Discographie sélective
- Ehzod Abduraimov, piano. CD Decca 2012. Choc de Classica